# Seconds of Pleasure
Seconds of Pleasure é um álbum de 1980 da banda Rockpile composta pelos guitarristas e vocalistas Dave Edmunds e Billy Bremner, o baixista/vocalista Nick Lowe, e o baterista Terry Williams. A banda havia tocado junto em vários álbuns solo de Edmunds e Lowe nos anos anteriores, mas Seconds of Pleasure seria o primeiro (e único) álbum lançado sob o nome Rockpile.
A primeira faixa, "Teacher Teacher", se tornou um hit menor na Billboard. A canção foi escrita por Kenny Pickett e Eddie Phillips, ex-integrantes da banda de rock britânica The Creation (1960). Algumas fontes (incluindo a página do álbum no AllMusic) incorretamente dizem a canção foi escrita originalmente pelo cantor de soul dos anos 60, Gene Chandler. Chandler gravou uma canção chamada "Teacher Teacher", mas é uma música completamente diferente daquela feita pelo Rockpile, embora tenha o mesmo título.
Um EP de quatro músicas, "Nick Lowe & Dave Edmunds Sing the Everly Brothers" foi incluída na primeira prensagem do LP, as músicas foram posteriormente incluídos em várias versões do álbum em CD.
A capa é uma pintura do designer Barney Bubbles, que raramente assinava o seus trabalhos ou usava pseudônimos. Este é assinado por "DAG".
| Críticas profissionais                                                      | Críticas profissionais |
| Avaliações da crítica                                                       | Avaliações da crítica  |
| Fonte                                                                       | Avaliação              |
| --------------------------------------------------------------------------- | ---------------------- |
| AllMusic                                                                    | [ 4 ]                  |
| Robert Christgau                                                            | (A-)                   |
| Esta tabela precisa de ser acompanhada por texto em prosa. Consulte o guia. |                        |

## Faixas do LP
- Todas as canções escritas por Nick Lowe e Rockpile, exceto as anotadas.

Lado A
1. "Teacher Teacher" (Kenny Pickett, Eddie Phillips) – 2:36
2. "If Sugar Was As Sweet As You" (Joe Tex) – 2:35
3. "Heart" – 2:38
4. "Now and Always" – 1:58
5. "A Knife and a Fork" (Kip Anderson, Iseah Hennie, Charles Derrick) – 3:18
6. "Play That Fast Thing (One More Time)" (Lowe) – 4:13

Lado B
1. "Wrong Again (Let's Face It)" (Chris Difford, Glenn Tilbrook) – 2:23
2. "Pet You and Hold You" – 3:13
3. "Oh What a Thrill" (Chuck Berry) – 3:06
4. "When I Write the Book" – 3:17
5. "Fool Too Long" – 2:51
6. "You Ain't Nothin' But Fine" (Sidney Semien, Floyd Soileau) – 2:54

### Faixas bônus
* Estas músicas foram lançadas originalmente no EP Nick Lowe & Dave Edmunds Sing The Everly Brothers produzido por Nick Lowe & Dave Edmunds.
1. "Take a Message to Mary" (Felice Bryant, Boudleaux Bryant) – 2:28
2. "Crying in the Rain" (Howard Greenfield, Carole King) – 2:04
3. "Poor Jenny" (F. Bryant, B. Bryant) – 2:28
4. "When Will I Be Loved" (Phil Everly) – 2:14

### Faixas bônus (reedição 2004)
1. "Back to Schooldays" [Live] (Graham Parker) – 3:31 produzido por Jeff Griffin
2. "They Called It Rock" [Live] – 3:20 produzido por Jeff Griffin
3. "Crawling from the Wreckage" [Live] (Parker) – 3:07 produzido por Chris Thomas

## Créditos
- Steven Berkowitz: A&R.
- Aldo Bocca: Engenharia de som.
- Billy Bremner: Guitarra, Vocal.
- Terry Williams: Bateria.
- Nick Lowe: Baixo, Vocal, Produção.
- Tom Burleigh:  Diretor.
- DAG: Pintura da Capa.
- Bruce Dickinson: Produção da (reedição).
- Dave Edmunds: Órgão, Guitarra, Piano, Vocal, Produção.
- Howard Fritzson: Direção de Arte.
- Nick Froome: Assistente.
- Jeff Griffin: Produção.
- Stephan Moore: Diretor.
- Darcy Proper: Masterização.
- Rockpile: Produção.
- Andy Schwartz: Sleeve Notes.
- Chris Thomas: Produção.
- Abe Vélez: Produção.